# Tulancingo de Bravo (municipi)
Tulancingo de Bravo és un municipi de l'estat d'Hidalgo que té com a capçalera municipal homònima. Oscil·la en un rang d'altitud d'entre 2.500 i 2.600 metres sobre el nivell del mar. La seva extensió total és de 122,30 km² i té una població estimada de 129.741 hab.
Limita amb Tulantepec, Acaxochitlán, Cuautepec, Acatlán i Epazoyucan.

## Informació general
Ubicada a l'eix neovolcànic de la Serra de Pachuca.
El clima és temperat-fred, amb pluges els mesos de juny, juliol, agost i setembre, amb una mitjana de 392 mm anual. Maig, juny, juliol i agost són els més calorosos, febrer, març i abril solen tenir més vents de Sud-oest i la temperatura mitjana anual és de 16 °C.
Dins del seu terme hi ha la zona arqueològica de Huapalcalco.